# Sampot

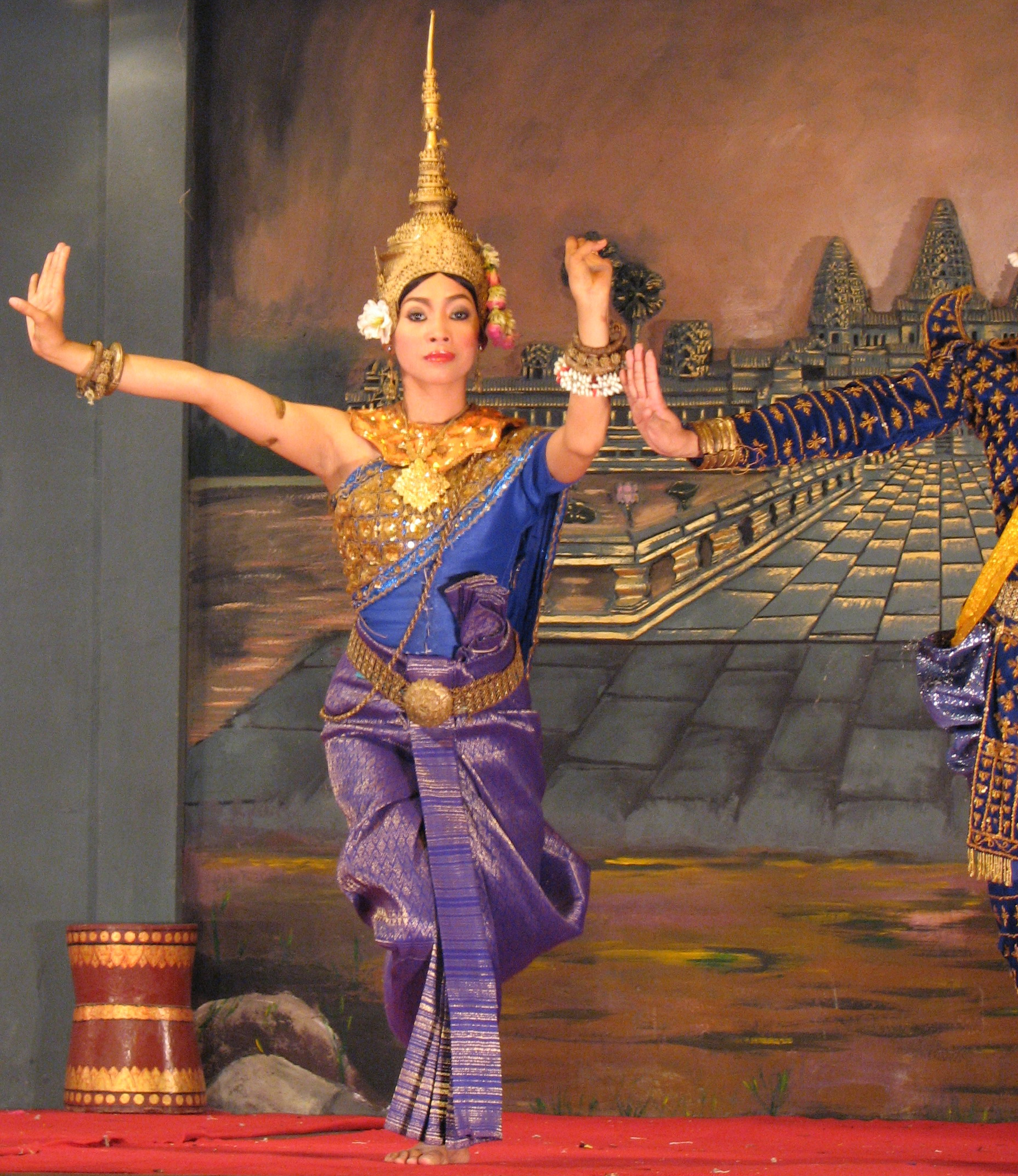
Una bailarina tradicional jemer vestida con un sampot charabap. (Bajo el dominio de Siam)

El sampot (សំពត់, saṃbát) es un tipo de vestimenta propia del pueblo Jemer en Camboya, la misma consiste en un trozo de tela largo y rectangular que tradicionalmente envuelve la parte inferior del cuerpo humano. Puede tener plisados y estar atado de varias maneras diferentes. Esta vestimenta tradicional es similar al dhoti del sureste de Asia. También es utilizado en los países vecinos de Laos y Tailandia donde se lo denomina pha nung (ผ้านุ่ง).

## Origen

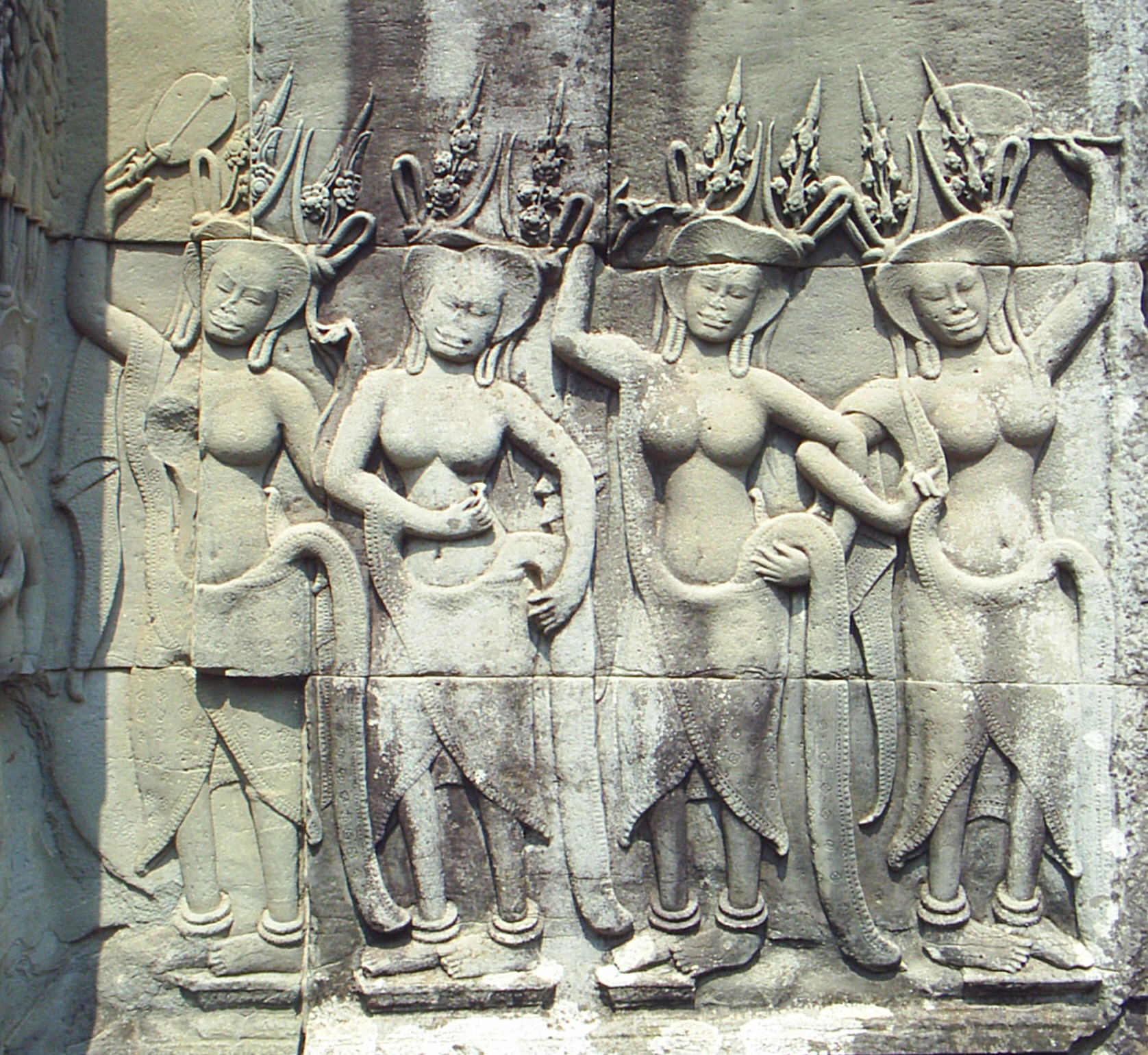
Devatas vestidas con un sampot.

Los orígenes del sampot se remontan a la era Funan cuando el rey de Camboya ordenó a los habitantes de su reino usar el sampot para satisfacer un pedido de los enviados chinos. Es similar al lungi y al dhoti que se utiliza en el subcontinente indio, el largo longyi que se usa en Burma, y el sarong utilizado en el sector marítimo del sureste de Asia. El tejido en seda es una parte importante del pasado cultural de Camboya.  El pueblo de la provincia de Takéo ha elaborado telas de seda desde la era Funan y existen registros, bajorrelieves y un informe de Zhou Daguan que confirman que desde tiempos antiguos se han utilizado telares para fabricar sampots. Se han desarrollados  métodos complejos y patrones intrincados para producir la tela, uno de ellos es el método hol el cual comprende el uso de patrones de teñido especiales en la seda antes de trabajarla en el telar. Lo que es distintivo de los tejedores camboyanos es la técnica de sarga desigual. Se desconoce la razón por la que adoptaron este método poco común. 
Sin embargo se sabe muy poco sobre la antigua denominación Jemer para referirse a estas telas, y si el sampot actual es solo el resultado de una evolución temporal de los textiles antiguos de Ankor. Sin embargo los bajorrelieves antiguos permiten apreciar como es que eran estos textiles antiguos, los patrones que se utilizaban y los plisados con que contaban.  Telas elaboradas con seda son utilizadas en los casamientos y funerales y para decorar templos.

## Textiles
Existen tres tipos de textiles importantes en Camboya. Los mismos comprenden las sedas ikat (chong kiet en jemer), o hol, las sedas con patrones de sarga y los textiles con trama ikat.  Se diseñan patrones mediante el atado de fibras naturales y fibras sintéticas a los hilos de la trama y luego la fibra es teñida. El proceso se repite para diferentes colores hasta que los patrones quedan definidos y se teje la tela. Tradicionalmente se han utilizado cinco colores, predominantemente rojo, amarillo, verde, azul y negro.  El Sampot Hol es utilizado como vestimenta de la parte inferior del cuerpo al igual que el sampot chang kben.  El Pidan Hol es utilizado como un ropaje ceremonial durante ceremonias religiosas.

## Variaciones
Existen numerosas variaciones del sampot, las que son usadas de acuerdo a la clase social de la persona.  El sampot típico tradicional a veces denominado sarong es usado por hombres y mujeres de la clase trabajadora. Mide un metro y medio, y sus dos extremos se encuentran cosidos entre sí. Se lo utiliza atado en torno a la cintura.

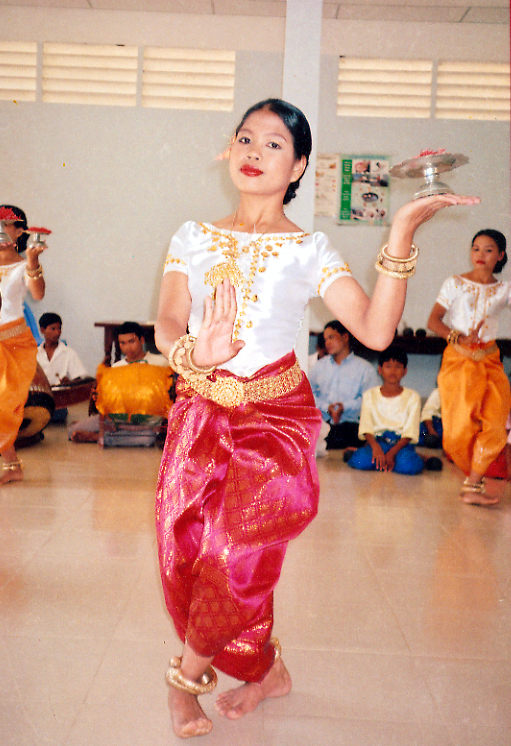
Una bailarina tradicional Jemer luciendo un sampot.

Se denomina Sampot Phamuong (សំពត់ផាមួង: saṃbát phā muaṅ) a muchas variaciones de los textiles tradicionales Khme. Los mismos son de un solo color y son telas asargadas. En la actualidad se utilizan 52 colores en la confección de Sampot Phamuong. El Phamuong Chorabap es un tipo de tela  lujosa en cuya confección se utilizan hasta 22 agujas. Las variaciones de Phamuong son rabak, chorcung, anlounh, kaneiv y bantok. Por lo general utiliza motivos florales y geométricos. La seda más valorada que se utiliza para el Phamuong es la seda amarilla de Camboya, apreciada en la región por su buena calidad. Los diseños modernos muchas veces se encuentran inspirados en patrones de seda antiguos.
El Sampot Hol (សំពត់ហូល: saṃbát hūl) es un tipo de textil tradicional. Existen dos tipos de Sampot Hol, uno es una falda que se envuelve denominada chong kiet y asargada. Influida por el patola indio, a lo largo de los siglos ha desarrollado sus propios patrones y técnicas para convertirse en un genuino estilo artístico Jemer. El sampot hol posee más de 200 patrones que se combinan con tres a cinco colores, amarillo, rojo, marrón, azul y verde. Existen cuatro variaciones, sampot hol, sampot hol por, sampot hol kben, y sampot hol ktong.  Por lo general los patrones son motivos geométricos, animales, y motivos florales.

## En la vida cotidiana
El uso del sampot se encuentra muy enraizado en Camboya. Aun cuando los franceses produjeron en Camboya un cierto grado de occidentalización, los camboyanos continuaron usando el Sampot.  La realeza y los oficiales gubernamentales se visten con el sampot chang kben y una chaqueta formal. El sampot chang kben y el sampot phamuong todavía son utilizados por los camboyanos en la actualidad con motivo de ocasiones especiales, y los Jemer que habitan en zonas rurales y los pobres todavía lo prefieren por sobre vestimentas occidentales a causa de considerarlo más confortable. El material utilizado en la confección de los sampots de los trabajadores rurales y pobres camboyanos no es seda hilada a mano sino tela impresa con técnicas batik importada de Indonesia. El mismo es popular entre hombres y mujeres y el pueblo de Camboya lo considera su vestimenta nacional.